# Kuoliosaari (ö i Muldia)
Kuoliosaari är en ö i Finland. Ordet kuoliosaari åsyftar att ön har varit begravningsplats. Ön ligger i sjön Sahrajärvi och Pienvesi och i kommunen Muldia och landskapet  Mellersta Finland. Öns area är 3 hektar och dess största längd är 300 meter i sydöst-nordvästlig riktning.